# Vlag van Doische
De vlag van Doische is op onbekende datum bij raadsbesluit vastgesteld als de vlag van de Naamse gemeente Doische. De vlag kan als volgt worden beschreven:
Blauw, met twee barbelen aangeklampt, een wapenschild van Bouillon geplaatst in het erepunt.
De vlag komt overeen met het vlagontwerp van de Raad van Heraldiek en Vexillologie (Frans: Conseil d’héraldique et de vexillologie). De vlag is volledig gebaseerd op het gemeentewapen en ziet er dus helemaal hetzelfde uit.